# The Philosopher (песня)
The Philosopher (рус. «Философ») — завершающая песня альбома Individual Thought Patterns 1993 года группы Death. На песню был снят видеоклип, который получил эфирное время на MTV.

## Музыка и текст
Песня написана в D Standard, в тональности Фа-диез минор. Основной рифф идёт в темпе около 120 BPM. В течение песни постоянно идут смены темпа и размерностей. Вступление песни сыграно тэппингом. После первого куплета и припева к 1:23 начинается непродолжительное соло Шульдинера, завершающееся дополнительным бриджем, после которого идут репризы куплета и припева. После окончания идущего после припева риффа на 3:06 песня заканчивается продолжительным джемом, в котором чередуются соло-партии Стива ДиДжорджио на безладовом басу и Чака Шульдинера на гитаре. Он постепенно затухает к 4:10. Джем попал на альбом в сокращенном варианте, однако полная студийная версия джема впоследствии появляется на одном из DVD барабанщика Джина Хоглана.
Основная идея текста песни представляет собой критику философских учений и упрек в сторону мыслителей, которые постоянно пытаются наставлять всех и учить их жизни, хотя не могут разобраться в своём внутреннем мире.

## Видеоклип
Видеоклип на песню был снят в 1993 году. Клип показывался на ТВ, включая рубрику Headbanger’s Ball на MTV. Этот клип стал вторым для Death после «Lack of Comprehenson». Из участников записи в клипе не фигурирует Энди Ла Рок: в клипе его заменяет Ральф Сантолла. В нем фигурирует голый мальчик, пересекающий джунгли и переплывающий реку, чтобы найти сидящего на троне посреди острова философа. Разочаровавшись в его учениях, он внезапно появляется одетым в костюм и в комнате, где его ожидают гадалка и следившая за ним до этого колдунья. 31 октября 2011 года официальный ремастер клипа был выложен на YouTube лейблом Relapse.
Клип появился в мультсериале «Бивис и Баттхед» в 1 серии 4 сезона «Wall of Youth». Герои сериала, смотря клип, путают мальчика с Джереми из одноименной песни Pearl Jam (в русском переводе — с Маугли), а также насмехаются над гроулингом Шульдинера, сравнивая его с раздражённым посетителем ресторана «Мир бургеров». Сам Шульдинер с юмором отнёсся к пародии, отметив, что она «помогает распространять нашу музыку».

## Участники записи
- Чак Шульдинер — гитара, вокал
- Джин Хоглан — ударные
- Энди ЛаРок — гитара
- Стив ДиДжорджио — бас-гитара
- Скотт Бернс — продюсер, инженер

## Принятие
Песня получила положительные оценки и считается одной из лучших и самых известных песен Death и жанра в целом. На композицию неоднократно записывали каверы, в число таких групп входит Hatefulmurder, Contrarian и Daath.